# Norris (Tennessee)
Pour les articles homonymes, voir Norris.
Norris est une localité du comté d'Anderson (Tennessee), aux États-Unis. D'après le recensement des États-Unis de 2010, elle compte 1 491 habitants.
D'après le bureau du recensement des États-Unis, la ville couvre une superficie de 18,6 km2.

## Histoire
Norris est une ville nouvelle construite par le Tennessee Valley Authority (TVA) en 1933.